# Regione di Grands-Ponts
La regione di Grands-Ponts è una delle 31 regioni della Costa d'Avorio. Situata nel distretto di Lagunes, ha per capoluogo la città di Dabou ed è suddivisa  in tre dipartimenti: Dabou, Grand-Lahou e Jacqueville.
La popolazione censita nel 2014 era pari a 356.495 abitanti.